# Alternaria carthami
Alternaria carthami es un hongo patógeno de las plantas.